# Virserums station
Virserums station är en järnvägsstation vid tidigare Växjö-Åseda-Hultsfreds Järnväg i Virserum i Hultsfreds kommun.       
Stationshuset och godsmagasinet blev byggnadsminnen 2005, samtidigt med smalspårssträckan mellan Hultsfred och Virserum..
Stationshuset uppfördes 1911. I bottenvåningen finns väntsal, expedition och resgodsrum. I ovanvåningen finns en tidigare bostad för stinsen.
Magasinsbyggnaden byggdes samtidigt med stationshuset. En större utbyggnad gjordes 1936 för att svara mot en ökning av styckegodstrafiken, och magasinet i Virserum var det största utefter smalspårslinjen. Detta föranleddes av behovet av att kunna förvara möbler och andra snickeriprodukter från Virserums många möbelfabriker i avvaktan på transport till kunder. Magasinet står på höga stenplintar och har ett sadeltak med tvåkupigt lertegel. På stationen fanns fram till 1930-talet också ett lokstall.
Föreningen Smalspåret Växjö-Västervik äger stationshuset, och har också sitt kontor där.